# プレイング・ジ・エンジェル
『プレイング・ジ・エンジェル』 (Playing the Angel) はイギリスの音楽グループ、デペッシュ・モードの11枚目のアルバム。2005年10月17日発売。

## 背景
2003年4月にマーティン・ゴアが『カウンターフィート(2)』、6月にデイヴ・ガーンが『ペーパー・モンスターズ』（デイヴは自身初の作詞作曲に挑戦）とそれぞれ初のソロアルバムをリリースし、ソロ活動を活発化させていく。アンディ・フレッチャーは2002年に自ら立ち上げたレーベルToast Hawaiiにて、クライアントというシンセポップデュオをデビューさせ、自らプロデュースも担当するなど、デペッシュ・モードとしての活動は半ば休止状態となるが、2004年末にバンドは再始動する。

## 制作
プロデューサーにはブラーやダヴズ、エルボーとの仕事で知られるベン・ヒリアーが起用され、レコーディングは2005年1月から、サンタバーバラのサウンド・デザイン・スタジオで11週間、ニューヨークのストラトスフィア・サウンドで5週間、ミキシングはロンドンで6週間かけて行われた。アルバム完成までのスピードはバンド史上最短だった。

## 概要
ソロ活動で得た経験を活かし、このアルバムから初めてデイヴがソングライティングに参加。「サファー・ウェル」、「アイ・ウォント・イット・オール」、「ナッシングス・インポッシブル」の歌詞を書き上げた。このことについてデイヴは「今回のアルバムで、初めて自分がバンドの一員だと思うことができた」と語っている。ちなみに『プレイング・ジ・エンジェル』というタイトルは、アルバム最終曲「ザ・ダーケスト・スター」の歌詞の一節から採られた。
商業的には全英初登場6位で、発売初週で32,500枚を売り上げ、ビルボードでは全米7位を記録、発売初週で98,000枚を売り上げ、欧州各国でも初登場1位を獲得した。

## 収録曲
全曲マーティン・ゴアによる作詞作曲 （#3, #7, #8はデイヴ・ガーン、クリスチャン・エイグナー、アンドリュー・フィルポットによる共作）
1. ア・ペイン・ザット・アイム・ユースト・トゥ / A Pain That I'm Used To - 4:11
2. ジョン・ザ・レヴェレーター / John the Revelator - 3:42
3. サファー・ウェル / Suffer Well - 3:49
4. ザ・シナー・イン・ミー / The Sinner in Me - 4:56
5. プレシャス / Precious - 4:10
6. マクロ / Macro - 4:03
7. アイ・ウォント・イット・オール / I Want It All - 6:09
8. ナッシングス・インポッシブル / Nothing's Impossible - 4:21
9. イントロスペクター / Introspectre - 1:42
10. ダメージド・ピープル / Damaged People - 3:29
11. リリアン / Lilian - 4:49
12. ザ・ダーケスト・スター / The Darkest Star - 6:55

### ボーナス・トラック
1. フリー / Free - 5:11 （日本盤）
2. Clean (Bare) - 3:48 （DVD盤）
3. Waiting for the Night (Bare) （iTunes予約者のみ）

## 参加ミュージシャン
- デイヴ・ガーン - リードボーカル、コーラス (#6)
- マーティン・ゴア - キーボード、ギター、ベースギター (#3)、リードボーカル (#6, #10)
- アンディ・フレッチャー - ベースギター、キーボード

### その他ミュージシャン
- デイヴ・マクラーケン - ピアノ (#12)